# Mistrzostwa Azji i strefy Pacyfiku w curlingu
Mistrzostwa Azji i strefy Pacyfiku w curlingu – mistrzostwa Azji (bez Rosji i Turcji), Australii i Oceanii w curlingu. Rozgrywane są od 1991 w listopadzie lub grudniu, w tym samym czasie i miejscu rozgrywają się turnieje kobiet i mężczyzn. Obecnie uczestniczą w nich Australia, Chiny, Chińskie Tajpej, Japonia, Korea Południowa, Nowa Zelandia oraz inne zespoły. W mistrzostwa brały udział również reprezentacje państw afrykańskich.
Do 2010 turniej nosił nazwę mistrzostw strefy Pacyfiku w curlingu, nazwę na obecną zmieniono w 2011 po powstaniu Mongolskiej Federacji Curlingu oraz przejściu federacji kazachskiej z Europejskiej Federacji Curlingu.
Zawody są kwalifikacjami do mistrzostw świata, do 2004 roku do tego turnieju awansował tylko zdobywca złotych medali. Od roku 2004 są to dwie drużyny. Wyjątkiem był rok 2017, kiedy w mistrzostwach świata zwiększono liczbę drużyn do 13, a ze strefy Azji i Pacyfiku możliwość gry otrzymały 3 zespoły. Począwszy od roku 2018 dwa zespoły będą mogły ponadto uczestniczyć w turnieju kwalifikacyjnym do mistrzostw świata.
Ostatnie mistrzostwa odbyły się w 2021 r. i zostały zastąpione Pankontynentalnymi Mistrzostwami w Curlingu, w których biorą udział również drużyny z obu Ameryk.

## Kobiety
| Rok  | Kraj              | Miasto         | Liczba drużyn | Złoto                                                                                      | Srebro                                                                                            | Brąz                                                                                              |
| ---- | ----------------- | -------------- | ------------- | ------------------------------------------------------------------------------------------ | ------------------------------------------------------------------------------------------------- | ------------------------------------------------------------------------------------------------- |
| 1991 | Japonia           | Sagamihara     | 2             | Japonia · Midori Kudoh, Mayumi Seguchi, Mayumi Abe, Utage Matsuzaki, Rumi Michita          | Australia                                                                                         | brak                                                                                              |
| 1993 | Australia         | Adelaide       | 3             | Japonia · Mayumi Seguchi, Hidemi Itai, Akemi Niwa, Miyuki Nonomura, Mami Hishioka          | Australia · Lynn Hewitt, Ellen Weir, Lyn Greenwood                                                | Nowa Zelandia · Helen Greer, Norma Francis, Christine Diack, Patsy Inder, Raewan McMillan         |
| 1994 | Nowa Zelandia     | Christchurch   | 3             | Japonia · Ayako Ishigaki, Yukari Kondō, Emi Fujita, Akiko Katō, Ayumi Onodera              | Australia · Ellen Weir, Lyn Greenwood, Daryl Davies, Rhonda Shallcross                            | Nowa Zelandia · Helen Greer, Christine Diack, Norma Francis, Helen Rutherford, Heather Casey      |
| 1995 | Japonia           | Tokoro         | 3             | Japonia · Ayako Ishigaki, Emi Arai, Yukari Kondō, Yoko Mimura, Mayumi Ohkutsu              | Australia · Lynn Hewitt, Ellen Weir, Lyn Greenwood                                                | Nowa Zelandia · Helen Greer, Carroll Depape, Helen Rutherford, Patsy Inder                        |
| 1996 | Australia         | Sydney         | 4             | Japonia · Mayumi Ohkutsu, Akiko Katō, Yukari Kondō, Yoko Mimura, Mayumi Ohkutsu            | Australia · Ellen Weir, Lyn Greenwood                                                             | Nowa Zelandia · Patsy Inder, Helen Greer, Wendy Becker, Kylie Petherick, Karen Rawcliffe          |
| 1997 | Japonia           | Karuizawa      | 3             | Japonia · Mayumi Ohkutsu, Akiko Katō, Yukari Kondō, Akemi Niwa, Yoko Mimura                | Nowa Zelandia · Helen Greer, Lisa Gavreau, Patsy Inder, Kylie Petherick, Karen Rawcliffe          | Korea Południowa · Lee Hyun-jung, Choi Yun-mi, Jang Ji-young, Park Sun-nam, Yoon Hye-kyung        |
| 1998 | Kanada            | Qualicum Beach | 4             | Japonia · Akiko Katō, Yumie Hayashi, Ayumi Onodera, Mika Hori, Akemi Niwa                  | Nowa Zelandia · Lisa Anderson, Kylie Petherick, Karen Rawcliffe, Bridget Becker, Natalie Campbell | Australia · Lynn Hewitt, Ellen Weir, Sarah Herbert, Lyn Greenwood, Sandy Gagnon                   |
| 1999 | Japonia           | Tokoro         | 3             | Japonia · Yukari Okazaki, Emi Fujiwara, Shinobu Aota, Eriko Minatoya, Kotomi Ishizaki      | Korea Południowa                                                                                  | Nowa Zelandia · Lisa Anderson, Kylie Petherick, Karen Rawcliffe, Bridget Becker, Natalie Campbell |
| 2000 | Kanada            | Esquimalt      | 3             | Japonia · Akiko Katō, Yumie Hayashi, Ayumi Onodera, Mika Konaka, Yukari Okazaki            | Korea Południowa                                                                                  | Nowa Zelandia · Lisa Anderson, Kylie Petherick, Bridget Becker, Karen Rawcliffe, Natalie Campbell |
| 2001 | Korea Południowa  | Jeonju         | 5             | Korea Południowa · Mi-Yeon Kim, Hyun-Jung Lee, Mi-Sung Shin, Ji-Hyun Park                  | Japonia · Akiko Katō, Yumie Hayashi, Ayumi Onodera, Mika Konaka, Kotomi Ishizaki                  | Australia · Helen Wright, Lyn Greenwood, Lynn Hewitt, Ellen Weir, Sandy Gagnon                    |
| 2002 | Nowa Zelandia     | Queenstown     | 5             | Japonia · Shinobu Aota, Yukari Okazaki, Eriko Minatoya, Kotomi Ishizaki, Satomi Tsujii     | Korea Południowa · Kim Mi-yeon, Lee Hyun-jung, Shin Mi-sung, Park Ji-hyun, Park Kyung-mi          | Nowa Zelandia · Bridget Becker, Helen Greer, Natalie Campbell, Kylie Petherick, Catherine Inder   |
| 2003 | Japonia           | Aomori         | 6             | Japonia · Shinobu Aota, Yukari Okazaki, Eriko Minatoya, Kotomi Ishizaki, Mari Motohashi    | Korea Południowa · Kim Mi-yeon, Lee Hyun-jung, Shin Mi-sung, Park Ji-hyun, Park Kyung-mi          | Nowa Zelandia · Bridget Becker, Natalie Campbell, Brydie Donald, Sandra Heaney, Catherine Inder   |
| 2004 | Korea Południowa  | Chuncheon      | 6             | Japonia · Yumie Hayashi, Ayumi Onodera, Sakurako Terada, Moe Meguro, Mari Motohashi        | Chiny · Wang Bingyu, Liu Yin, Yue Qingshuang, Zhou Yan, Yu Xinna                                  | Korea Południowa · Kim Mi-yeon, Lee Hyun-jung, Shin Mi-sung, Park Ji-Hyun, Park Kyung-mi          |
| 2005 | Republika Chińska | Tajpej         | 6             | Japonia · Yukako Tsuchiya, Junko Sonobe, Tomoko Sonobe, Chiemi Kameyama, Mitsuki Sato      | Chiny · Wang Bingyu, Yue Qingshuang, Zhou Yan, Liu Yin, Chang Wei                                 | Korea Południowa · Kim Ji-suk, Kim Ji-hyun, Lee Hyo-kyeong, Koo Jung-yun, Lee Seul-bee            |
| 2006 | Japonia           | Tokio          | 5             | Chiny · Wang Bingyu, Liu Yin, Yue Qingshuang, Zhou Yan, Sun Yue                            | Korea Południowa · Jeung Jin-sook, Kim Ji-suk, Park Mi-hee, Lee Hye-in, Joo Yun-hwa               | Japonia · Moe Meguro, Mari Motohashi, Mayo Yamaura, Sakurako Terada, Megumi Mabuchi               |
| 2007 | Chiny             | Pekin          | 5             | Chiny · Wang Bingyu, Yue Qingshuang, Liu Yin, Zhou Yan, Liu Jinli                          | Japonia · Moe Meguro, Mari Motohashi, Mayo Yamaura, Kotomi Ishizaki, Anna Ōmiya                   | Korea Południowa · Park Ji-hyun, Kim Mi-yeon, Shin Mi-sung, Park Kyung-mi, Lee Hyun-jung          |
| 2008 | Nowa Zelandia     | Naseby         | 5             | Chiny · Wang Bingyu, Liu Yin, Yue Qingshuang, Zhou Yan, Liu Jinli                          | Korea Południowa · Kim Mi-yeon, Shin Mi-sung, Lee Hyun-jung, Park Kyung-mi, Lee Seul-bee          | Japonia · Moe Meguro, Mari Motohashi, Mayo Yamaura, Kotomi Ishizaki, Anna Ōmiya                   |
| 2009 | Japonia           | Karuizawa      | 5             | Chiny · Wang Bingyu, Liu Yin, Yue Qinghuang, Zhou Yan, Liu Jinli                           | Japonia · Moe Meguro, Anna Ōmiya, Mari Motohashi, Kotomi Ishizaki, Mayo Yamaura                   | Korea Południowa · Kim Yeom-yeomg, Kim Ji-suk, Kang Yoo-ri, Park Mi-na, Kyeong Eun-jeong          |
| 2010 | Korea Południowa  | Uiseong        | 5             | Korea Południowa · Kim Ji-sun, Lee Seul-bee, Shin Mi-sung, Gim Un-chi, Lee Hyun-jung       | Chiny · Wang Bingyu, Liu Yin, Yue Qinghuang, Liu Sijia, Sun Yue                                   | Japonia · Mayo Yamaura, Shinobu Aota, Anna Ōmiya, Kotomi Ishizaki, Natsuki Saito                  |
| 2011 | Chiny             | Nankin         | 4             | Chiny · Wang Bingyu, Sun Yue, Yue Qingshuang, Zhou Yan, Liu Jinli                          | Korea Południowa · Kim Ji-sun, Lee Seul-bee, Gim Un-chi, Lee Hyun-jung, Shin Mi-sung              | Nowa Zelandia · Chelsea Farley, Brydie Donald, Thivya Jeyaranjan, Natalie Campbell, Tessa Farley  |
| 2012 | Nowa Zelandia     | Naseby         | 6             | Chiny · Wang Bingyu, Liu Yin, Yue Qingshuang, Zhou Yan, Liu Jinli                          | Japonia · Satsuki Fujisawa, Miyo Ichikawa, Emi Shimizu, Chiaki Matsumura, Miyuki Satoh            | Korea Południowa · Kim Eun-jung, Kim Kyeong-ae, Kim Seon-yeong, Kim Yeong-mi, Kim Min-jung        |
| 2013 | Chiny             | Szanghaj       | 5             | Korea Południowa · Kim Ji-sun, Gim Un-chi, Shin Mi-sung, Lee Seul-bee, Um Min-ji           | Chiny · Wang Bingyu, Liu Yin, Yue Qingshuang, Zhou Yan, Jiang Yilun                               | Japonia · Ayumi Ogasawara, Yumie Funayama, Kaho Onodera, Michiko Tomabechi, Chinami Yoshida       |
| 2014 | Japonia           | Karuizawa      | 5             | Chiny · Liu Sijia, Liu Jinli, Yu Xinna, Wang Rui, Mei Jie                                  | Korea Południowa · Kim Eun-jung, Kim Kyeong-ae, Kim Seon-yeong, Kim Yeong-mi, Kim Min-jung        | Japonia · Ayumi Ogasawara, Sayaka Yoshimura, Kaho Onodera, Anna Ōmiya, Yumie Funayama             |
| 2015 | Kazachstan        | Ałmaty         | 5             | Japonia · Satsuki Fujisawa, Chinami Yoshida, Yūmi Suzuki, Yurika Yoshida, Kotomi Ishizaki  | Korea Południowa · Gim Un-chi, Lee Seul-bee, Um Min-ji, Kim Ji-sun, Yeom Yoon-jung                | Chiny · Liu Sijia, Liu Jinli, Yu Xinna, Wang Rui, Mei Jie                                         |
| 2016 | Korea Południowa  | Uiseong        | 8             | Korea Południowa · Kim Eun-jung, Kim Kyeong-ae, Kim Seon-yeong, Kim Yeong-mi, Kim Cho-hi   | Chiny · Wang Bingyu, Zhou Yan, Liu Jinli, Yang Ying                                               | Japonia · Satsuki Fujisawa, Chinami Yoshida, Yūmi Suzuki, Yurika Yoshida, Mari Motohashi          |
| 2017 | Australia         | Erina          | 6             | Korea Południowa · Kim Eun-jung, Kim Kyeong-ae, Kim Seon-yeong, Kim Yeong-mi, Kim Min-jung | Japonia · Satsuki Fujisawa, Chinami Yoshida, Mari Motohashi, Yurika Yoshida, Yūmi Suzuki          | Chiny · Jiang Yilun, Jiang Xindi, Yao Mingyue, Yan Hui, Xu Meng                                   |
| 2018 | Korea Południowa  | Gangneung      | 7             | Korea Południowa                                                                           | Japonia                                                                                           | Chiny                                                                                             |
| 2019 | Chiny             | Shenzhen       | 8             | Chiny                                                                                      | Japonia                                                                                           | Korea Południowa                                                                                  |
| 2020 | Japonia           | Wakkanai       |               | Mistrzostwa zostały odwołane z powodu pandemii COVID-19.                                   | Mistrzostwa zostały odwołane z powodu pandemii COVID-19.                                          | Mistrzostwa zostały odwołane z powodu pandemii COVID-19.                                          |
| 2021 | Kazachstan        | Ałmaty         | 4             | Japonia                                                                                    | Korea Południowa                                                                                  | Kazachstan                                                                                        |

## Mężczyźni
| Rok  | Kraj              | Miasto         | Liczba drużyn | Złoto                                                                                             | Srebro                                                                                           | Brąz                                                                                              |
| ---- | ----------------- | -------------- | ------------- | ------------------------------------------------------------------------------------------------- | ------------------------------------------------------------------------------------------------ | ------------------------------------------------------------------------------------------------- |
| 1991 | Japonia           | Sagamihara     | 3             | Australia · Hugh Millikin, Tom Kidd, Daniel Joyce, Stephen Hewitt, Brian Stuart                   | Japonia                                                                                          | Nowa Zelandia · Peter Becker, Edwin Harley, Jock Kearney, Barry Brown, Stewart McKnight           |
| 1992 | Japonia           | Karuizawa      | 2             | Australia · Hugh Millikin, Tom Kidd, Gerald Chick, Brian Johnson, Neil Galbraith                  | Japonia                                                                                          | brak                                                                                              |
| 1993 | Australia         | Adelaide       | 3             | Australia · Hugh Millikin, Tom Kidd, Gerald Chick, Stephen Hewitt, Brian Johnson                  | Japonia                                                                                          | Nowa Zelandia · Peter Becker, Barry Brown, John Campbell, Ross A. Stevens                         |
| 1994 | Nowa Zelandia     | Christchurch   | 3             | Australia · Hugh Millikin, Stephen Johns, Gerald Chick, Stephen Hewitt                            | Japonia · Shigenori Satō, Yoshiyuki Ōmiya, Yoshihiro Imahashi, Toshio Yano, Takahiro Sekine      | Nowa Zelandia · Peter Becker, Barry Brown, Ross A. Stevens, Richard Morgan, John Campbell         |
| 1995 | Japonia           | Tokoro         | 3             | Australia · Hugh Millikin, Stephen Johns, Gerald Chick, Andy Campbell                             | Japonia · Yoshiyuki Ōmiya                                                                        | Nowa Zelandia · Peter Becker, Sean Becker, Allan McLean, Lorne De Pape, Darren Carson             |
| 1996 | Australia         | Sydney         | 4             | Australia · Hugh Millikin, Gerald Chick, Stephen Johns, Stephen Hewitt                            | Japonia · Makoto Tsuruga, Kazuhito Hori, Hiroshi Sato                                            | Nowa Zelandia · Peter Becker, Sean Becker, Jim Allan, Ross A. Stevens, Lorne De Pape              |
| 1997 | Japonia           | Karuizawa      | 4             | Australia · Hugh Millikin, John Theriault, Stephen Johns, Trevor Schumm                           | Japonia · Yoshiyuki Ōmiya, Hirohumi Kudo, Hiroshi Sato, Makoto Tsuruga, Hisaaki Nakamine         | Nowa Zelandia · Sean Becker, Hans Frauenlob, Ross A. Stevens, Lorne De Pape, Darren Carson        |
| 1998 | Kanada            | Qualicum Beach | 4             | Nowa Zelandia · Sean Becker, Hans Frauenlob, Jim Allan, Lorne De Pape, Darren Carson              | Japonia · Makoto Tsuruga, Kazuhito Hori, Hiroshi Sato, Naoki Kudo, Yoshiyuki Ōmiya               | Australia · Hugh Millikin, Stephen Johns, John Theriault, Gerald Chick                            |
| 1999 | Japonia           | Tokoro         | 4             | Japonia · Hiroaki Kashiwagi, Kazuto Yanagisawa, Takanori Ichimura, Keita Yanagisawa, Yuuki Inoue  | Australia · Hugh Millikin, John Theriault, Gerald Chick, Stephen Johns                           | Nowa Zelandia · Sean Becker, Hans Frauenlob, Jim Allan, Lorne De Pape, Darren Carson              |
| 2000 | Kanada            | Esquimalt      | 4             | Nowa Zelandia · Dan Mustapic, Sean Becker, Hans Frauenlob, Jim Allan, Lorne De Pape               | Australia · Hugh Millikin, Gerald Chick, John Theriault, Stephen Johns                           | Japonia · Hiroaki Kashiwagi                                                                       |
| 2001 | Korea Południowa  | Jeonju         | 5             | Japonia · Hiroaki Kashiwagi, Kazuto Yanagizawa, Jun Nakayama, Keita Yanagizawa, Takanori Ichimura | Nowa Zelandia · Sean Becker, Hans Frauenlob, Tom Telfer, Lorne De Pape                           | Australia · Hugh Millikin, Ian Palangio, John Theriault, Stephen Johns                            |
| 2002 | Nowa Zelandia     | Queenstown     | 6             | Korea Południowa · Lee Dong-keun, Park Jae-cheol, Ko Seung-wan, Choi Min-suk, Kim Soo-hyuk        | Australia · Hugh Millikin, Ian Palangio, John Theriault, Stephen Johns, Stephen Hewitt           | Japonia · Hiroaki Kashiwagi, Kazuto Yanagizawa, Jun Nakayama, Keita Yanagizawa, Takanori Ichimura |
| 2003 | Japonia           | Aomori         | 6             | Nowa Zelandia · Sean Becker, Hans Frauenlob, Jim Allan, Lorne De Pape, Warren Dobson              | Australia · Ian Palangio, Hugh Millikin, John Theriault, Stephen Johns, Ricky Tasker             | Korea Południowa · Lee Dong-keun, Park Jae-cheol, Ko Seung-wan, Choi Min-suk, Kim Hyun-chul       |
| 2004 | Korea Południowa  | Chuncheon      | 6             | Nowa Zelandia · Sean Becker, Hans Frauenlob, Dan Mustapic, Lorne De Pape, Warren Dobson           | Australia · Hugh Millikin, Ian Palangio, John Theriault, Stephen Johns                           | Japonia · Hiroaki Kashiwagi, Jun Nakayama, Keita Yanagizawa, Takanori Ichimura, Keita Satoh       |
| 2005 | Republika Chińska | Tajpej         | 6             | Australia · Ian Palangio, Hugh Millikin, Ricky Tasker, Mike Woloschuk                             | Japonia · Yoshiyuki Ōmiya, Makoto Tsuruga, Kazuhiko Ikawa, Yuji Hirama, Tsuyoshi Ryutaki         | Nowa Zelandia · Sean Becker, Hans Frauenlob, Dan Mustapic, Lorne De Pape, Warren Dobson           |
| 2006 | Japonia           | Tokio          | 5             | Australia · Ian Palangio, Hugh Millikin, Sean Hall, Mike Woloschuk, David Imlah                   | Korea Południowa · Lee Jae-ho, Baek Jong-chul, Yang Se-young, Park Kwon-il, Kwon Young-il        | Chiny · Wang Binjiang, Wang Fengchun, Xu Xiaoming, Liu Rui, Zang Jialiang                         |
| 2007 | Chiny             | Pekin          | 5             | Chiny · Wang Fengchun, Xu Xiaoming, Liu Rui, Zhang Zhipeng, Zang Jialiang                         | Australia · Ian Palangio, Hugh Millikin, Sean Hall, Stephen Johns, Stephen Hewitt                | Nowa Zelandia · Sean Becker, Scott Becker, Rupert Jones, Warren Dobson, Warren Kearney            |
| 2008 | Nowa Zelandia     | Naseby         | 5             | Chiny · Wang Fengchun, Liu Rui, Xu Xiaoming, Zang Jialiang                                        | Korea Południowa · Lee Dong-keun, Kim Soo-hyuk, Park Jong-duk, Nam Yoon-ho                       | Japonia · Yusuke Morozumi, Tsuyoshi Yamaguchi, Tetsuro Shimizu, Kosuke Morozumi, Shota Iino       |
| 2009 | Japonia           | Karuizawa      | 6             | Chiny · Wang Fengchun, Liu Rui, Xu Xiaoming, Zang Jialiang                                        | Japonia · Yusuke Morozumi, Tetsuro Shimizu, Tsuyoshi Yamaguchi, Kosuke Morozumi, Hayato Satoh    | Korea Południowa · Kim Chang-min, Kim Min-chan, Lim Myung-sup, Jeong Tae-yeon, Seong Se-hyeon     |
| 2010 | Korea Południowa  | Uiseong        | 6             | Chiny · Wang Fengchun, Zang Jialing, Xu Xiaoming, Ba Dexin, Chen Lu’an                            | Korea Południowa · Lee Dong-keun, KIm Soo-hyuk, Kim Tae-hwan, Nam Yoo-ho, Lee Ye-jun             | Australia · Hugh Millikin, Ian Palangio, John Theriaul, Matt Panoussi, Vaughan Rosier             |
| 2011 | Chiny             | Nankin         | 6             | Chiny · Liu Rui, Xu Xiaoming, Ba Dexin, Chen Lu’an, Zang Jialiang                                 | Nowa Zelandia · Peter de Boer, Sean Becker, Scott Becker, Kenny Thomson, Philip Dowling          | Korea Południowa · Kim Chang-min, Kim Min-chan, Seong Se-hyeon, Seo Young-seon, Oh Eun-su         |
| 2012 | Nowa Zelandia     | Naseby         | 7             | Chiny · Liu Rui, Zu Xiaoming, Zang Jialiang, Ba Dexin, Zou Dejia                                  | Japonia · Yusuke Morozumi, Tsuyoshi Yamaguchi, Tetsuro Shimizu, Kosuke Morozumi, Yoshiro Shimizu | Australia · Ian Palangio, Hugh Millikin, Sean Hall, Stephen Johns, Angus Young                    |
| 2013 | Chiny             | Szanghaj       | 6             | Chiny · Liu Rui, Xu Xiaoming, Ba Dexin, Zang Jialiang, Zou Dejia                                  | Japonia · Yusuke Morozumi, Tsuyoshi Yamaguchi, Tetsuro Shimizu, Kosuke Morozumi, Shinya Abe      | Korea Południowa · Kim Soo-hyuk, Kim Tae-hwan, Park Jong-duk, Nam Yoon-ho, Lee Ye-jun             |
| 2014 | Japonia           | Karuizawa      | 7             | Chiny · Zang Jialiang, Zou Dejia, Ba Dexin, Zou Qiang, Wang Jinbo                                 | Japonia · Yusuke Morozumi, Tsuyoshi Yamaguchi, Tetsuro Shimizu, Kosuke Morozumi                  | Korea Południowa · Kim Soo-hyuk, Kim Tae-hwan, Park Jong-duk, Nam Yoon-ho, Yoo Min-hyeon          |
| 2015 | Kazachstan        | Ałmaty         | 8             | Korea Południowa · Kim Soo-hyuk, Kim Tae-hwan, Park Jong-duk, Nam Yoon-ho, Yoo Min-hyeon          | Japonia · Yusuke Morozumi, Tsuyoshi Yamaguchi, Tetsuro Shimizu, Kosuke Morozumi, Kohsuke Hirata  | Chiny · Zang Jialiang, Xu Xiaoming, Ba Dexin, Wang Jinbo, Ma Xiuyue                               |
| 2016 | Korea Południowa  | Uiseong        | 9             | Japonia · Yusuke Morozumi, Tetsuro Shimizu, Tsuyoshi Yamaguchi, Kosuke Morozumi, Koshuke Hirata   | Chiny · Liu Rui, Xu Xiaoming, Zou Qiang, Zang Jialiang, Zhang Tianyu                             | Korea Południowa · Kim Soo-hyuk, Kim Tae-hwan, Park Jong-duk, Nam Yoon-ho, Yoo Min-hyeon          |
| 2017 | Australia         | Erina          | 9             | Korea Południowa · Kim Chang-min, Seong Se-hyeon, Oh Eun-Su, Lee Ki-bok, Kim Min-chan             | Chiny · Zou Dejia, Zou Qiang, Xu Jingtao, Shao Zhilin, Ma Yanlong                                | Japonia · Yusuke Morozumi, Tetsuro Shimizu, Tsuyoshi Yamaguchi, Kosuke Morozumi, Kohsuke Hirata   |
| 2018 | Korea Południowa  | Gangneung      | 9             | Japonia                                                                                           | Chiny                                                                                            | Korea Południowa                                                                                  |
| 2019 | Chiny             | Shenzhen       | 10            | Korea Południowa                                                                                  | Japonia                                                                                          | Chiny                                                                                             |
| 2020 | Japonia           | Wakkanai       |               | Mistrzostwa zostały odwołane z powodu pandemii COVID-19.                                          | Mistrzostwa zostały odwołane z powodu pandemii COVID-19.                                         | Mistrzostwa zostały odwołane z powodu pandemii COVID-19.                                          |
| 2021 | Kazachstan        | Ałmaty         | 7             | Korea Południowa                                                                                  | Japonia                                                                                          | Chińskie Tajpej                                                                                   |